# Ty Segall (album)
Ty Segall è il nono ed eponimo album in studio del musicista statunitense Ty Segall, pubblicato il 27 gennaio 2017.

## Tracce
1. Break a Guitar – 3:38
2. Freedom – 2:07
3. Warm Hands (Freedom Returned) – 10:21
4. Talkin' – 3:51
5. The Only One – 3:54
6. Thank You Mr. K – 2:52
7. Orange Color Queen – 3:04
8. Papers – 3:00
9. Take Care (To Comb Your Hair) – 3:07
10. Untitled – 0:12